# 馮馮
馮馮（1935年4月5日—2007年4月18日），本名張志雄，後改名馮培德，字士雄，自称馮馮。生於中華民國廣東省廣州市，台湾作家、翻譯家、畫家、紙藝家、作曲家。移民加拿大，擁有美國與中華民國雙國籍。
篤信佛教，人称冯冯居士。

## 简介
父親為烏克蘭軍官，母親則是廣西壯族人，出生於廣州市。童年生涯顛沛流離，15歲高中畢業時，謊報年齡，改名馮培德，於1949年考入中華民國海軍軍官學校，隨部隊來到台灣。在中華民國海軍白色恐怖中，因寫信給在廣東省的母親，被懷疑「通匪」，被中華民國海軍情報隊拘捕審訊，被關押在鳳山招待所，但未合法起訴及審判，時間長達五年。1955年，海軍情報隊以他精神失常為由，取消軍籍後釋放，他輾轉來到台北謀生。1957年，考取國防部招考外事編譯軍官，擔任軍隊翻譯官，負責與美軍連絡，並曾進入總統府，擔任蔣中正與宋美齡的翻譯官。自學九種語言，曾分別以法文小說及英文小說獲得奧地利獎項。1962年，成為皇冠文學出版社作家，開始出版小說。1963年在出版《微曦四部曲》後，成為暢銷作家，並獲得第一屆十大傑出青年。1964年退伍，任職美國軍事顧問團海軍組譯員，並在東吳大學任兼任教授，教授英文寫作。
因為曾有因「匪諜」罪名被逮捕的記錄，中華民國海軍情報隊於1964年重新對他進行調查，準備再次逮捕他。1965年12月，馮馮獲得美軍顧問團軍官協助，搭乘美軍軍艦至日本，再轉往加拿大溫哥華，獲得加拿大政府政治庇護，自此居住在溫哥華。在加拿大時，因篤信佛教，自稱有「天眼通」等神通能力。
自學古典音樂。1997年，其交響樂作品獲獎，至俄國莫斯科，由俄羅斯聯邦交響樂團演出其作品，並獲得烏克蘭國家音樂學院榮譽作曲博士學位。1999年，因古典音樂作品，獲得美國政府許可，加入美國國籍。
在解嚴之後，2002年，向台灣政府申請要求平反匪諜罪名。2003年出版自傳《霧航》，坦承他是男同性戀者，回憶在白色恐怖時被拘禁及遭到性虐待等事件。2004年，返回台灣，更新戶口名簿。同年，因為匪諜罪名沒有被正式起訴，沒有相關文件證明他被非法拘禁，拘禁日期填寫錯誤等原因，政府駁回平反訴願，不予補償。
2007年在台北因胰腺癌去世。

## 作品
- 《微笑》1962年。
- 《微曦四部曲》1963年。
- 《青鳥》1964年。
- 《昨夜星辰》1968年。
- 《柯飄湖》1972年。
- 《蒙眼的女神》1974年。
- 《冰崖》1977年。
- 《紫色北極光》1980年。
- 《哭泣的紫楓》1981年。
- 《希望的火炬》1982年。
- 《空虛的雲》1984年。
- 《禪定天眼通之實踐》1984年。
- 《太空科學核子物理學與佛理的印證》1987年。
- 《天眼慧眼法眼的追尋》1987年。
- 《巴西來的小男孩》1990年。
- 《霧航[回憶錄]》2003年。
- 《趣味的新思維歷史故事》2006年。